# 27. april
27. april er dag 117 i året i den gregorianske kalender (dag 118 i skudår). Der er 248 dage tilbage af året.
Denne dag har både navn efter munken Ananias, der blev martyrdræbt i Persien omkring år 350, samt Dronning Charlotte Amalie, der blev født den 27. april 1650.

### Begivenheder
Født - Dødsfald
- 1509 - Pave Julius 2. sætter Venedig under interdikt.
- 1792 - Gustav III's morder Jacob Johan Anckarström henrettes.
- 1832 - Der udstedes forbud mod, at dampmaskiner tages i brug inden de er synet af kyndige mænd.
- 1908 - De 4. olympiske lege i London åbnes af kong Edward 7.
- 1939 - Den britiske premierminister Neville Chamberlain foreslår indførelse af almindelig værnepligt, et brud på hidtidig britiske militær tradition.
- 1940 - Heinrich Himmler beordrer koncentrationslejren Auschwitz opført.
- 1941 - Athen bliver erobret af de tyske tropper, og det nazistiske flag hejses over Akropolis.
- 1960 - Togo opnår selvstændighed fra Frankrig.
- 1961 - Sierra Leone opnår selvstændighed fra Storbritannien.
- 1987 - En FN-kommission under ledelse af Gro Harlem Brundtland fremlægger en rapport om jordens ressourcer og miljøtilstand (Brundtlandrapporten).
- 1991 - Holger K. Nielsen vælges som formand for SF efter Gert Petersen.
- 1993 - Danmark sætter varmerekord i april med 28,6 °C målt i Holbæk.
- 1994 - De første demokratiske valg gennemføres i Sydafrika. ANC får en klar valgsejr, og dagen fejres som Sydafrikas frihedsdag.
- 1998 - Storkonflikten i 1998 bryder ud.
- 2002 - De sidste måleinformationer fra rumfartøjet Pioneer 10 modtages. Det har kurs væk fra solen, så det kunne forventes, at kontakten på et tidspunkt ville ophøre.
- 2005 - Verdens største passagerfly Airbus A380 letter kl.10:29 dansk tid fra den internationale lufthavn i Toulouse på sin jomfrurejse

### Født
- 1650 - Charlotte Amalie, dansk dronning til Christian 5. (død 1714).
- 1737 - Edward Gibbon, britisk historiker (død 1794).
- 1759 - Mary Wollstonecraft, britisk forfatter og kvindesagsforkæmper (død 1797).
- 1791 - Samuel Morse, amerikansk opfinder af telegrafen (død 1872).
- 1813 - Wilhelm Herman Barth, dansk komponist, musiker og musikteoretiker (død 1896).
- 1820 - Herbert Spencer, engelsk filosof, sociolog og politisk teoretiker (død 1903).
- 1822 - Ulysses S. Grant, general og USA's 18. præsident (død 1885).
- 1840 - Edward Whymper, engelsk bjergbestiger og opdagelsesrejsende (død 1911).
- 1857 - Theodor Kittelsen, norsk maler, tegner og illustrator (død 1914).
- 1861 - Johan Skjoldborg, dansk forfatter (død 1936).
- 1881 - Sergej Prokofjev, russisk komponist (død 1953).
- 1889 - Arnulf Øverland, norsk forfatter (død 1968).
- 1912 - Caroline Mathilde, dansk arveprinsesse (død 1995).
- 1913 - Zita Kabátová, tjekkisk skuespiller (død 2012).
- 1916 - Johannes Sløk, dansk teolog (død 2001).
- 1927 - Coretta Scott King, amerikansk menneskerettighedsforkæmper (død 2006).
- 1932 - Arne Haugen Sørensen, dansk maler og grafiker.
- 1932 - Anouk Aimée, fransk skuespiller.
- 1932 - Pik Botha, sydafrikansk politiker (død 2018).
- 1935 - Karen Wegener, dansk skuespillerinde (død 2012).
- 1936 - Theo Angelopoulos, græsk filminstruktør (død 2012).
- 1940 - Kaspar Rostrup, dansk scene- og filminstruktør.
- 1944 - Thomas Koppel, dansk komponist og musiker i Savage Rose (død 2006).
- 1945 - Carsten Koch, dansk økonom og tidligere minister.
- 1946 - Allan Mortensen, dansk sanger.
- 1949 - Niels Kjær, dansk præst og digter.
- 1954 - Klaus Kjellerup, dansk musiker og sangskriver.
- 1956 - Kevin McNally, engelsk skuespiller.
- 1959 - Einar J. Hareide, norsk designer.
- 1966 - Peter Tudvad, dansk filosof og forfatter.
- 1973 - Laura Bro, dansk skuespiller.
- 1984 - Patrick Stump, forsanger i Fall Out Boy.
- 1987 - William Moseley, engelsk skuespiller.
- 1996 - Marie Hammer Boda, dansk skuespillerinde.

### Dødsfald
- 1521 - Ferdinand Magellan, portugisisk søfarer og opdagelsesrejsende (født 1480) - dræbt af indfødte på Filippinerne.
- 1882 - Ralph Waldo Emerson, amerikansk forfatter og filosof (født 1803).
- 1885 - H.V. Kaalund, dansk forfatter (født 1818).
- 1891 - Joachim Oppenheim, rabbiner og forfatter (født 1832).
- 1915 - Aleksandr Skrjabin, russisk komponist og pianist (født 1872).
- 1937 - Antonio Gramsci, italiensk politiker, filosof og forfatter (født 1891).
- 1954 - Thorvald Ellegaard, dansk cykelrytter (født 1877).
- 1972 - Kwame Nkrumah, ghanesisk politisk leder (født 1909).
- 1974 - Hans W. Petersen, dansk skuespiller (født 1897).
- 1992 - Olivier Messiaen, fransk komponist (født 1908).

|  | Denne datoartikel kan blive bedre, hvis der indsættes et (bedre) billede Du kan hjælpe ved at afsøge Wikimedia Commons for et passende billede eller uploade et godt billede til Wikimedia Commons iht. de tilladte licenser og indsætte det i artiklen. |